# Eimsbush
Eimsbush Entertainment war ein Hamburger Hip-Hop-Label, das 1997 von Jan Eißfeldt (Künstlername Jan Delay) nach dem Vorbild von MZEE-Records gegründet wurde und am 19. September 2003 Insolvenz anmeldete.
Der Name des Labels spielt auf den Hamburger Stadtteil Eimsbüttel und auf die New Yorker Hip-Hop-Hochburg Brooklyn/Flatbush an, aus dem Künstler wie z. B. Jeru The Damaja, Busta Rhymes, Talib Kweli oder Foxy Brown stammen.

## Künstler (Auswahl)
- ASD (Afrob & Samy Deluxe)
- Beginner
- Charnell
- Dark Horizon
- Digger Dance
- Doubleface
- Dynamite Deluxe
- D-Flame
- Illo
- La Boom (Eizi Eiz & Tropf)
- Moqui Marbles
- Paolo 77
- Phantom Black
- Sam Ragga Band
- Team Eimsbush
- Twisted

## Geschichte
Das Label wurde 1997 von Jan Eißfeldt gegründet, nachdem kein Major-Label die von ihm geförderte Gruppe Dynamite Deluxe unter Vertrag nehmen wollte. Daraufhin wurde das Demo-Tape in Eigenregie veröffentlicht. Es folgten weitere Tapes, welche exklusive Freestyles von den bis dahin noch recht unbekannten MCs, wie beispielsweise Samy Deluxe, Das Bo, Eißfeldt und vielen mehr enthielten. Die erste Vinyl-Veröffentlichung war eine EP von Dynamite Deluxe, die aufgrund ihres Kult-Status Jahre später auch in digitaler Form erschien. Erst als das Label an Bekanntheit gewann, wurden auch digitale Tonträger über Eimsbush veröffentlicht, jedoch wurden ausnahmslos alle Releases auch weiterhin auf Vinyl veröffentlicht.
Im Eimsbush-Umfeld existierte von 1997 bis etwa 2002 die Mongo Clikke, ein Zusammenschluss von verschiedenen Hip-Hoppern, die auch einige Tapes veröffentlichten.
Unter dem Projekt Style Liga wurden Singles von diversen Künstlern aus dem Eimsbush-Umfeld veröffentlicht. Auch Künstler ohne Plattenvertrag bzw. mit einem anderen Plattenvertrag waren Teil des Projektes, zum Beispiel Dendemann (Eins Zwo/Yo Mama), B-Low und Tobby Digg von Digger Dance/Eimsbush, Falk (Doppelkopf/Hong Kong Recordings), Ferris MC (Yo Mama), Mr. Schnabel (Showdown). Alle Artists traten unter einem Pseudonym auf, „to save the guilty“. Eine gemeinsame Tour durch Deutschland, Österreich und Schweiz folgte.
2001 erschienen diese Single-Veröffentlichungen, die bis dahin nur auf Vinyl erhältlich waren, auf dem gemeinsamen Sampler „Style Liga Compilation Vol. 1“ erstmals als digitaler Tonträger. „Hamburg City Heftig“ war ein Livesampler, der wieder einmal alle Künstler aus dem näheren Umfeld vereinte. Später gab es auch einen zweiten Teil dieser Serie.
Obwohl der bekannteste Act Dynamite Deluxe zu einem Major wechselte, wurde das Hamburger Label immer bekannter und erfolgreicher. Es wurden auch Rapper unter Vertrag genommen, die außerhalb von Hamburg wohnten wie etwa D-Flame aus Frankfurt und Charnell aus Berlin. Der letzte gemeinsame Sampler trug den Namen Team Eimsbush und enthielt exklusive Tracks aller Eimsbush-Künstler. Der Posse-Track 2, 4, 6, 8 MCs wurde als Single ausgekoppelt und rotierte auf MTV/VIVA.
Neben Tonträgern wurden auch Merchandise-Artikel wie T-Shirts, Beanies, Caps, Sweater, Hemden, Jacken und Accessoires gestaltet und vertrieben.

Am 19. September 2003 meldete das Label Insolvenz an. Den Grund dafür erläutert ein Zitat von der mittlerweile nicht mehr existierenden Eimsbush-Website: 

„Hinterher ist man immer schlauer, es geht halt doch nicht ohne Regeln und Gesetze. Fleiß, Pünktlichkeit und all diese deutschen, kreativ-tötenden Attribute. Es muß halt doch Hierarchien geben. Mitarbeiter und Künstler müssen anscheinend geknechtet und bevormundet werden ... Vielleicht wären wir auch noch da, ohne DSL, Brenner, Euro und Depression, doch die Summe all dieser Teile lautet: Genickschuss!“